# 枕崎市立立神小学校
枕崎市立立神小学校（まくらざきしりつたてがみしょうがっこう）は、鹿児島県枕崎市中央町にある市立小学校。

## 概要
児童数は276名。（平成27年5月1日現在）

## 歴史
- 1899年（明治32年） - 創立。
- 1949年（昭和24年） - 枕崎町が市制施行し枕崎市となったのに伴い、枕崎市立立神小学校に改称。

## 通学区域
立神小学校の通学区域は以下の区域が指定されている。
- 枕崎市
  - 立神本町、塩屋南町、塩屋北町、大塚南町、大塚中町、大塚西町、大塚北町、火之神北町、春日町、立神北町、園見西町、火之神町、火之神岬町の全域
  - 園見本町、中央町の一部

## 進学先中学校
- 枕崎市立立神中学校